# نانسي سكوت
نانسي سكوت (بالإنجليزية: Nancy Scott)‏ هي ناقدة سينمائية وصحفية أمريكية، ولدت في 1931، وتوفيت في 2005.